# 维勒瑞斯特
维勒瑞斯特（法語：Villejust，法語發音：[vilʒyst] ⓘ）是法国法蘭西島大區埃松省的一个市镇，属于帕莱索区。

## 地理
维勒瑞斯特（48°40'57"N, 2°14'11"E）面积5.36 平方千米，位于法国法蘭西島大區埃松省，该省份为法国北部内陆省份，北起上塞纳省和马恩河谷省，西接厄尔-卢瓦省和伊夫林省，南至卢瓦雷省，东临塞纳-马恩省。
与维勒瑞斯特接壤的市镇（或旧市镇、城区）包括：诺宰、马尔库西、索莱沙特勒、伊韦特河畔维勒邦、莱叙利斯。

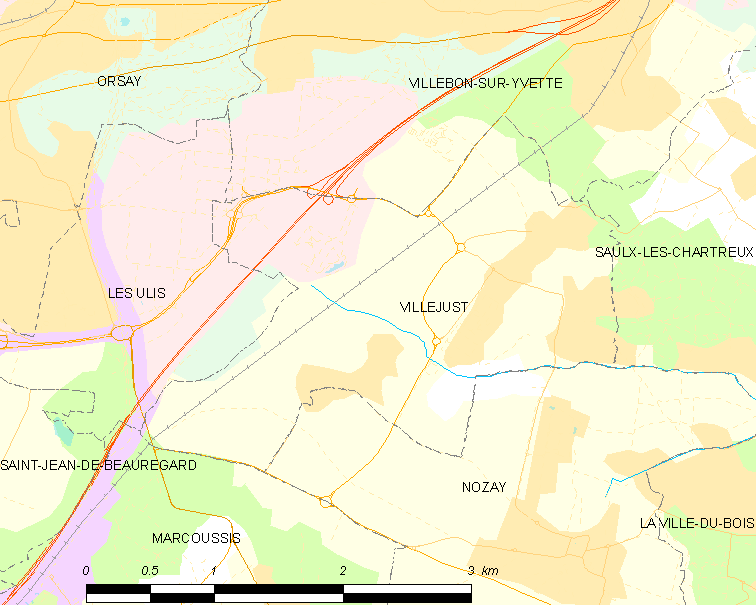
维勒瑞斯特的OSM定位图

维勒瑞斯特的时区为UTC+01:00、UTC+02:00（夏令时）。

## 行政
维勒瑞斯特的邮政编码为91140，INSEE市镇编码为91666。

## 政治
维勒瑞斯特所属的省级选区为莱叙利斯县。

## 人口

1962-2008年间维勒瑞斯特人口变化图示

维勒瑞斯特于2022年1月1日时的人口数量为2502人。